# Liste der Bischöfe von Nocera Inferiore
Die folgenden Personen waren Bischöfe von Nocera Inferiore (seit 1986 Bistum Nocera Inferiore-Sarno) in Italien:
- Heiliger Priscus (3.–4. Jh.)
- Felix (402)
- Celio Lorenz (499)
- Aprile (502)
- Leo (510)
- Aurelio Prisciano (530)
- Numerio (593)
- Primerio (598)
- Amanzio (743)
- Liutardo (826)
- Rampero oder Raniperto (861)
- Lando (1061)
- N. N. vielleicht Matteo (1260)
- Valerio Orsini (1288)
- Francesco (1386–1402)
- Angelo da Castellaneta (1402–1429)
- Gabriele De Garofalis (1429–1433)
- Giuliano de Angrisani (1433–1436)
- Giacomo Benedetti (1436–1443)
- Bartolomeo De Micheli (1443–1455)
- Pietro da Nocera (1445–1478)
- Giovanni oder Giannotto de Cerratanis (1478–1479)
- Pietro Strambone (1479–1503)
- Bernardino Orsini (1503–1511)
- Kardinal Domenico Giacobazzi (1511–1517)
- Andrea Giacobazzi (1517–1524)
- Kardinal Domenico Giacobazzi (1524–1528)
- Paolo Giovio (1528–1552)
- Giulio Giovio (1552–1560)
- Paolo Giovio il Giovane (1560–1582)
- Sulpizzio Costantino (1582–1601)
- Simone Lunadoro (1602–1610)
- Stefano De Vicari (1610–1620)
- Francesco Trivulzio (1621–1631)
- Ippolito Franconi (1632–1653)
- Bonaventura d’Avalos (1653–1659)
- Felice Gabrielli (1659–1684)
- Emiddio Lenti (1685–1691)
- Sebastiano Perissi (1692–1700)
- G. Battista Carafa (1700–1715)
- Niccolò de Dominicis (1718–1744)
- Gherardo Antonio Volpe (1744–1768)
- Benedetto dei Monti Sanfelice (1768–1806)
- Angelo Giuseppe D’Auria (1834–1860)
- Michele Adinolfi (1860)
- Raffaele Ammirante (1871–1881)
- Francesco Vitagliano (1882–1885)
- Luigi Del Forno (1885–1913)
- Giuseppe Romeo (1914–1935)
- Teodorico De Angelis (1937–1951)
- Fortunato Zoppas (1952–1964)
- Jolando Nuzzi (1971–1986)
- Gioacchino Illiano (1987–2011)
- Giuseppe Giudice (seit 2011)